# Chysis violacea
Chysis violacea är en orkidéart som beskrevs av Robert Louis Dressler. Chysis violacea ingår i släktet Chysis och familjen orkidéer.
Artens utbredningsområde är Panamá. Inga underarter finns listade i Catalogue of Life.